# Ioannes IV Laskaris
Ioannes IV Doukas Laskaris (tiếng Hy Lạp: Ἰωάννης Δ΄ Δούκας Λάσκαρις, Iōannēs IV Doukas Laskaris) (25 tháng 12, 1250 – khoảng 1305) là Hoàng đế Nicaea từ ngày 18 tháng 8 năm 1258 đến ngày 25 tháng 12 năm 1261. Đế chế này là một trong những nhà nước Hy Lạp được hình thành từ các phần còn lại của Đế quốc Đông La Mã, sau khi người Công giáo La Mã chiếm được Constantinopolis trong cuộc Thập tự chinh thứ tư vào năm 1204.

## Tiểu sử
Ioannes là con của Hoàng đế Theodoros II Doukas Laskaris và Hoàng hậu Elena xứ Bulgaria. Ông bà nội của ông là Hoàng đế Ivan Asen II xứ Bulgaria và bà vợ thứ hai Anna Maria xứ Hungary. Anna tên thật là Mária và là trưởng nữ của vua Andrew II xứ Hungary và vương hậu Gertrude xứ Merania.
Ioannes IV lên ngôi khi chỉ mới bảy tuổi sau cái chết của phụ hoàng. Vị hoàng đế trẻ tuổi này là thành viên cuối cùng của triều đại Laskaris, đã làm được nhiều việc nhằm khôi phục Đế quốc Đông La Mã. Chức quan Nhiếp chính của Ioannes ban đầu là Georgios Mouzalon, nhưng Mouzalon đã bị giới quý tộc giết chết, và nhà lãnh đạo của họ là Mikhael Palaiologos đã đoạt lấy chức vụ này. Chẳng mấy chốc, vào ngày 1 tháng 1 năm 1259, Palaiologos tự mình xưng là đồng hoàng đế với hiệu Mikhael VIII. Mikhael thực ra là anh họ thứ nhì của Ioannes sau khi bị cách chức, bởi cả hai đều là hậu duệ của Euphrosyne Doukaina Kamatera.
Sau khi Mikhael chinh phục kinh thành Constantinopolis thoát khỏi ách thống trị suốt 57 năm của Đế quốc Latinh vào ngày 25 tháng 7 năm 1261, triều thần đã tháo chạy bỏ lại một mình Ioannes IV ở Nicaea, và sau đó bị chọc mù mắt theo lệnh của Mikhael vào lần sinh nhật thứ mười một của ông, ngày 25 tháng 12 năm 1261. Điều này đã khiến ông không đủ điều kiện để lên ngôi, để rồi bị lưu đày và tống giam trong một pháo đài ở Bithynia. Thượng phụ Arsenios Autoreianos hay tin đã quyết định rút phép thông công Mikhael VIII Palaiologos, và sau đó có kẻ mạo danh Ioannes IV dấy loạn ở gần Nicaea nhưng bị triều đình trấn áp ngay tức khắc.
Ioannes IV đã trải qua phần đời còn lại làm tu sĩ ở Dacibyza, dưới cái tên Joasaph. Có một bản chép tay của Charles xứ Anjou, đề ngày 9 tháng 5 năm 1273, nhắc đến một báo cáo rằng Ioannes đã trốn khỏi nơi giam cầm và nhận lời mời đến với triều đình của ông. Những tài liệu khác đã chứng minh sự xuất hiện của ông và nhận tiền trợ cấp từ kẻ thù không đội trời chung của Angevin là Mikhael Palailogos. Tuy nhiên, điều này lại trái ngược với bằng chứng của các sử gia Georgios Pachymeres và Nikephoros Gregoras, ghi nhận rằng Ioannes vẫn còn ở lại Dacbyza một thời gian dài cho tới khi Mikhael qua đời. Trong công trình nghiên cứu về triều đại của Mikhael VIII, nhà sử học Deno John Geanakoplos đưa ra thảo luận về những bằng chứng mâu thuẫn và đi đến kết luận rằng các văn kiện của Charles xứ Anjou chỉ nhằm mục đích phục vụ cho việc tuyên truyền, "để thu hút sự ủng hộ của những người Hy Lạp tận trung với nhà Laskaris của Đế quốc Đông La Mã, cũng như lấn lướt tình cảm chống đối Angevin của cư dân gốc Hy Lạp còn sót lại của vùng lãnh thổ dưới quyền Charles ở miền nam Ý và Sicilia."
Đến năm 1290, con trai và người kế vị của Mikhael VIII là Andronikos II Palaiologos mới có dịp đến thăm Ioannes, nhằm tìm kiếm sự tha thứ cho hành vi gây mù mắt của cha ông trong ba thập kỷ trước đây. Như Donald Nicol ghi nhận, "Nhân dịp này hẳn đã phải gây lúng túng cho cả hai bên, đặc biệt là đối với Andronikos, trên hết là người gánh chịu cho tội ác của phụ hoàng đối với Ioannes Laskaris." Vị hoàng đế bị phế truất này đã qua đời vào khoảng năm 1305 và sau cùng mới được công nhận như một vị thánh, được dân chúng Constantinopolis tôn thờ trong suốt thế kỷ 14.

## Tổ tiên
|  |                                    |  |  |  |  |  |  |  |  |  |  |  |  |  |  |  |
|  | 8. Basileios Vatatzes              |  |  |  |  |  |  |  |  |  |  |  |  |  |  |  |
|  |                                    |  |  |  |  |  |  |  |  |  |  |  |  |  |  |  |
|  |                                    |  |  |  |  |  |  |  |  |  |  |  |  |  |  |  |
|  | 4. Ioannes III Doukas Vatatzes     |  |  |  |  |  |  |  |  |  |  |  |  |  |  |  |
|  |                                    |  |  |  |  |  |  |  |  |  |  |  |  |  |  |  |
|  |                                    |  |  |  |  |  |  |  |  |  |  |  |  |  |  |  |
|  | 18. Isaakios Angelos               |  |  |  |  |  |  |  |  |  |  |  |  |  |  |  |
|  |                                    |  |  |  |  |  |  |  |  |  |  |  |  |  |  |  |
|  |                                    |  |  |  |  |  |  |  |  |  |  |  |  |  |  |  |
|  | 9. Angelina vô danh                |  |  |  |  |  |  |  |  |  |  |  |  |  |  |  |
|  |                                    |  |  |  |  |  |  |  |  |  |  |  |  |  |  |  |
|  |                                    |  |  |  |  |  |  |  |  |  |  |  |  |  |  |  |
|  | 19.                                |  |  |  |  |  |  |  |  |  |  |  |  |  |  |  |
|  |                                    |  |  |  |  |  |  |  |  |  |  |  |  |  |  |  |
|  |                                    |  |  |  |  |  |  |  |  |  |  |  |  |  |  |  |
|  | 2. Theodoros II Laskaris           |  |  |  |  |  |  |  |  |  |  |  |  |  |  |  |
|  |                                    |  |  |  |  |  |  |  |  |  |  |  |  |  |  |  |
|  |                                    |  |  |  |  |  |  |  |  |  |  |  |  |  |  |  |
|  | 20. Manouel Laskaris               |  |  |  |  |  |  |  |  |  |  |  |  |  |  |  |
|  |                                    |  |  |  |  |  |  |  |  |  |  |  |  |  |  |  |
|  |                                    |  |  |  |  |  |  |  |  |  |  |  |  |  |  |  |
|  | 10. Theodoros I Laskaris           |  |  |  |  |  |  |  |  |  |  |  |  |  |  |  |
|  |                                    |  |  |  |  |  |  |  |  |  |  |  |  |  |  |  |
|  |                                    |  |  |  |  |  |  |  |  |  |  |  |  |  |  |  |
|  | 21. Joanna Karatzaina              |  |  |  |  |  |  |  |  |  |  |  |  |  |  |  |
|  |                                    |  |  |  |  |  |  |  |  |  |  |  |  |  |  |  |
|  |                                    |  |  |  |  |  |  |  |  |  |  |  |  |  |  |  |
|  | 5. Eirene Laskarina                |  |  |  |  |  |  |  |  |  |  |  |  |  |  |  |
|  |                                    |  |  |  |  |  |  |  |  |  |  |  |  |  |  |  |
|  |                                    |  |  |  |  |  |  |  |  |  |  |  |  |  |  |  |
|  | 22. Alexios III Angelos            |  |  |  |  |  |  |  |  |  |  |  |  |  |  |  |
|  |                                    |  |  |  |  |  |  |  |  |  |  |  |  |  |  |  |
|  |                                    |  |  |  |  |  |  |  |  |  |  |  |  |  |  |  |
|  | 11. Anna Angelina                  |  |  |  |  |  |  |  |  |  |  |  |  |  |  |  |
|  |                                    |  |  |  |  |  |  |  |  |  |  |  |  |  |  |  |
|  |                                    |  |  |  |  |  |  |  |  |  |  |  |  |  |  |  |
|  | 23. Euphrosyne Doukaina Kamatera   |  |  |  |  |  |  |  |  |  |  |  |  |  |  |  |
|  |                                    |  |  |  |  |  |  |  |  |  |  |  |  |  |  |  |
|  |                                    |  |  |  |  |  |  |  |  |  |  |  |  |  |  |  |
|  | 1. Ioannes IV Laskaris             |  |  |  |  |  |  |  |  |  |  |  |  |  |  |  |
|  |                                    |  |  |  |  |  |  |  |  |  |  |  |  |  |  |  |
|  |                                    |  |  |  |  |  |  |  |  |  |  |  |  |  |  |  |
|  | 12. Ivan Asen I xứ Bulgaria        |  |  |  |  |  |  |  |  |  |  |  |  |  |  |  |
|  |                                    |  |  |  |  |  |  |  |  |  |  |  |  |  |  |  |
|  |                                    |  |  |  |  |  |  |  |  |  |  |  |  |  |  |  |
|  | 6. Ivan Asen II xứ Bulgaria        |  |  |  |  |  |  |  |  |  |  |  |  |  |  |  |
|  |                                    |  |  |  |  |  |  |  |  |  |  |  |  |  |  |  |
|  |                                    |  |  |  |  |  |  |  |  |  |  |  |  |  |  |  |
|  | 13. Elena                          |  |  |  |  |  |  |  |  |  |  |  |  |  |  |  |
|  |                                    |  |  |  |  |  |  |  |  |  |  |  |  |  |  |  |
|  |                                    |  |  |  |  |  |  |  |  |  |  |  |  |  |  |  |
|  | 3. Elena Asenina                   |  |  |  |  |  |  |  |  |  |  |  |  |  |  |  |
|  |                                    |  |  |  |  |  |  |  |  |  |  |  |  |  |  |  |
|  |                                    |  |  |  |  |  |  |  |  |  |  |  |  |  |  |  |
|  | 28. Béla III xứ Hungary            |  |  |  |  |  |  |  |  |  |  |  |  |  |  |  |
|  |                                    |  |  |  |  |  |  |  |  |  |  |  |  |  |  |  |
|  |                                    |  |  |  |  |  |  |  |  |  |  |  |  |  |  |  |
|  | 14. Andrew II xứ Hungary           |  |  |  |  |  |  |  |  |  |  |  |  |  |  |  |
|  |                                    |  |  |  |  |  |  |  |  |  |  |  |  |  |  |  |
|  |                                    |  |  |  |  |  |  |  |  |  |  |  |  |  |  |  |
|  | 29. Agnes de Châtillon             |  |  |  |  |  |  |  |  |  |  |  |  |  |  |  |
|  |                                    |  |  |  |  |  |  |  |  |  |  |  |  |  |  |  |
|  |                                    |  |  |  |  |  |  |  |  |  |  |  |  |  |  |  |
|  | 7. Anna Maria xứ Hungary           |  |  |  |  |  |  |  |  |  |  |  |  |  |  |  |
|  |                                    |  |  |  |  |  |  |  |  |  |  |  |  |  |  |  |
|  |                                    |  |  |  |  |  |  |  |  |  |  |  |  |  |  |  |
|  | 30. Berthold IV, Công tước Merania |  |  |  |  |  |  |  |  |  |  |  |  |  |  |  |
|  |                                    |  |  |  |  |  |  |  |  |  |  |  |  |  |  |  |
|  |                                    |  |  |  |  |  |  |  |  |  |  |  |  |  |  |  |
|  | 15. Gertrude xứ Merania            |  |  |  |  |  |  |  |  |  |  |  |  |  |  |  |
|  |                                    |  |  |  |  |  |  |  |  |  |  |  |  |  |  |  |
|  |                                    |  |  |  |  |  |  |  |  |  |  |  |  |  |  |  |
|  | 31. Agnes xứ Rochlitz              |  |  |  |  |  |  |  |  |  |  |  |  |  |  |  |
|  |                                    |  |  |  |  |  |  |  |  |  |  |  |  |  |  |  |
|  |                                    |  |  |  |  |  |  |  |  |  |  |  |  |  |  |  |